# Sotzenhausen (Weiler)
Sotzenhausen ist ein Ortsteil von Blaubeuren im Alb-Donau-Kreis in Baden-Württemberg. Im Zuge der Gemeindegebietsreform in Baden-Württemberg wurde am 1. Januar 1975 die Gemeinde Weiler mit dem Ortsteil Sotzenhausen zu Blaubeuren eingemeindet.
Die Arbeitersiedlung liegt circa vier Kilometer südlich von Blaubeuren.